# Stenurella jaegeri
Stenurella jaegeri là một loài bọ cánh cứng trong họ Cerambycidae.